# Viridanse
I Viridanse sono un gruppo musicale new wave italiano.

## Storia
Nascono ad Alessandria nel 1983, dopo lo scioglimento dei Blaue Ruiter, degni di memoria per la partecipazione alla compilazione Gathered (Electric Eye, 1982) curata da Claudio Sorge.
Come Viridanse esordiscono nel 1984 con l'EP Benvenuto Cellini, pubblicato dalla Contempo Records, che li fa conoscere al pubblico underground del tempo. Il primo album vedrà la luce, sempre per la Contempo, nel 1985 con il titolo di Mediterranea. Un secondo album, cui stavano lavorando, non sarà mai pubblicato a causa dello scioglimento della band, avvenuto nel 1988. Un bootleg contenente i brani di quelle sessioni vedrà la luce nel 2007 con il titolo di Psycho Sessions.
Nel 2012 l'etichetta indipendente Oltrelanebbiailmare ripubblicherà tutto il loro materiale e alcuni inediti in un doppio cd intitolato Gallipoli 1915 e le altre storie.
Nel 2014, inaspettatamente, il gruppo si riunisce e ricompare in pubblico facendo da spalla ai Diaframma in occasione di un loro concerto al Teatro Macallè di Castelceriolo, in provincia di Alessandria, il 18 ottobre di quell'anno. Non c'è più Paolo Boveri alla voce, sostituito da Gianluca Piscitello. Della formazione originaria ci saranno i soli Flavio Gemma ed Enrico Ferraris. Tornati freneticamente in attività, pubblicano nel novembre del 2015 un nuovo album omonimo per l'etichetta Danze Moderne, a trenta anni esatti da Mediterranea, il loro ultimo album di studio prima dello scioglimento. Accolta favorevolmente dalla critica l’inattesa reunion , nel 2017 il gruppo pubblica il secondo album del nuovo corso con il titolo di Hansel, Gretel e la Strega Cannibale, sempre per Danze Moderne.

## Formazione
Formazione attuale
- Gianluca Piscitello - voce
- Flavio Gemma – basso
- Enrico Ferraris – chitarra
- Erik Nalin - batteria
- Giancarlo Sansone - tastiere

Formazione storica (83)
- Paolo Boveri - voce, chitarra
- Flavio Gemma – basso, voce
- Roberto Modellato - batteria
- Enrico Ferraris – chitarra

## Discografia

### Cassette
- 1984 – Untitled (Demotape split con il gruppo The Art Of Waiting)

### LP/CD
- 1985 – Mediterranea
- 2012 – Gallipoli 1915 E Le Altre storie (Raccolta, 2CD)
- 2015 – Viridanse
- 2017 – Hansel, Gretel E La Strega Cannibale
- 2023 – La Macchina Del Tempo 1984-1988

### 12”/EP
- 1984 – Benvenuto Cellini

### Bootleg
- 2007 – Psycho Sessions